# Dave Foley
David Scott Foley (Etobicoke, 4 de janeiro de 1963) é ator, comediante, diretor, produtor e roteirista canadense. Ele interpretou Dave Nelson no seriado NewsRadio, dublou  Flik em A Bug's Life, interpretou o personagem recorrente Bob Moore no seriado Hot in Cleveland e foi o apresentador do programa Celebrity Poker Showdown.

## Biografia
David Scott Foley nasceu em Etobicoke, Ontário, no Canadá. Ele é filho de Mary e Michael, um instalador de vapor. Sua mãe é de Stafford, Inglaterra.

## Vida pessoal
Foley se casou com Tabatha Southey em 31 de dezembro de 1991. Eles se divorciaram em 1997. O casal tem dois filhos: Edmund (nascido em 1991) e Basil (nascido em 1995). Em 2011, Foley afirmou que, como resultado de ter sido mandatado judicialmente para pagar a Southey cerca de US$ 17.700 por mês, ou "literalmente 400% de sua renda" em pensão alimentícia, ele acredita que, se voltar ao Canadá, será preso.
Foley se casou com sua segunda esposa Crissy Guerrero em 1º de agosto de 2002, e o casamento terminou em divórcio em 2008. Eles têm uma filha, Alina (nascida em 2003), que também é atriz infantil. Eles posteriormente se reconciliaram e se casaram novamente em 31 de dezembro de 2016.
Foley lutou contra a depressão ao longo de sua vida. O comediante "costumava beber um pouco", mas parou de consumir álcool em 22 de dezembro de 2014 após um incidente em que ele sofreu uma forte queda para trás enquanto estava embriagado, resultando em um grave ferimento na cabeça. Foley recebeu um hematoma subdural, passou quatro dias na unidade de terapia intensiva, e a queda ocorreu "com força suficiente para que meu cérebro me desse um olho roxo dentro da minha cabeça". Em fevereiro de 2019, ele observou que "não tomava bebida há quatro anos" e quase não experimentava depressão após sua lesão cerebral.